# Crambus aristophanes
Crambus aristophanes là một loài bướm đêm trong họ Crambidae.